# 戈爾伊夫卡
47°36′41″N 29°38′51″E / 47.61139°N 29.64750°E
霍爾伊夫卡（烏克蘭語：Гор'ївка）是位於烏克蘭西南部的村莊，由敖德萨州波季利斯克区的庫亞利尼克市鎮負責管轄。該村始建於1793年，面積0.15平方公里，海拔高度164米，2001年人口24，人口密度每平方公里160人。